# کفاشی ۲۰۷۴
سیارک ۲۰۷۴ (به انگلیسی: 2074 Shoemaker، نامگذاری:1974UA) دو هزار و هفتاد و چهارمین سیارک کشف شده‌است که در ۱۷ اکتبر ۱۹۷۴ کشف شد.
قدر مطلق سیارک برابر ۱۴٫۰۰ است.